# Fernando José Salgueiro Maia
Fernando José Salgueiro Maia (Castelo de Vide, Portugal, 1 de juliol de 1944 - Santarém, Portugal, 4 d'abril de 1992) va ésser un dels capitans de l'exèrcit portuguès que van liderar les forces militars durant la Revolució dels clavells, que va acabar amb la dictadura salazarista a Portugal.
Salgueiro Maia, como era conegut, era fill d'un ferroviari, i l'any 1964 va ingressar a l'acadèmia militar de Lisboa. Dos anys més tard es va presentar a l'Escola Prática de Cavalaria (EPC). L'any 1968 va ser a Moçambic, lluitant en la Guerra colonial portuguesa, que li va valdre l'ascens a capità l'any 1970.

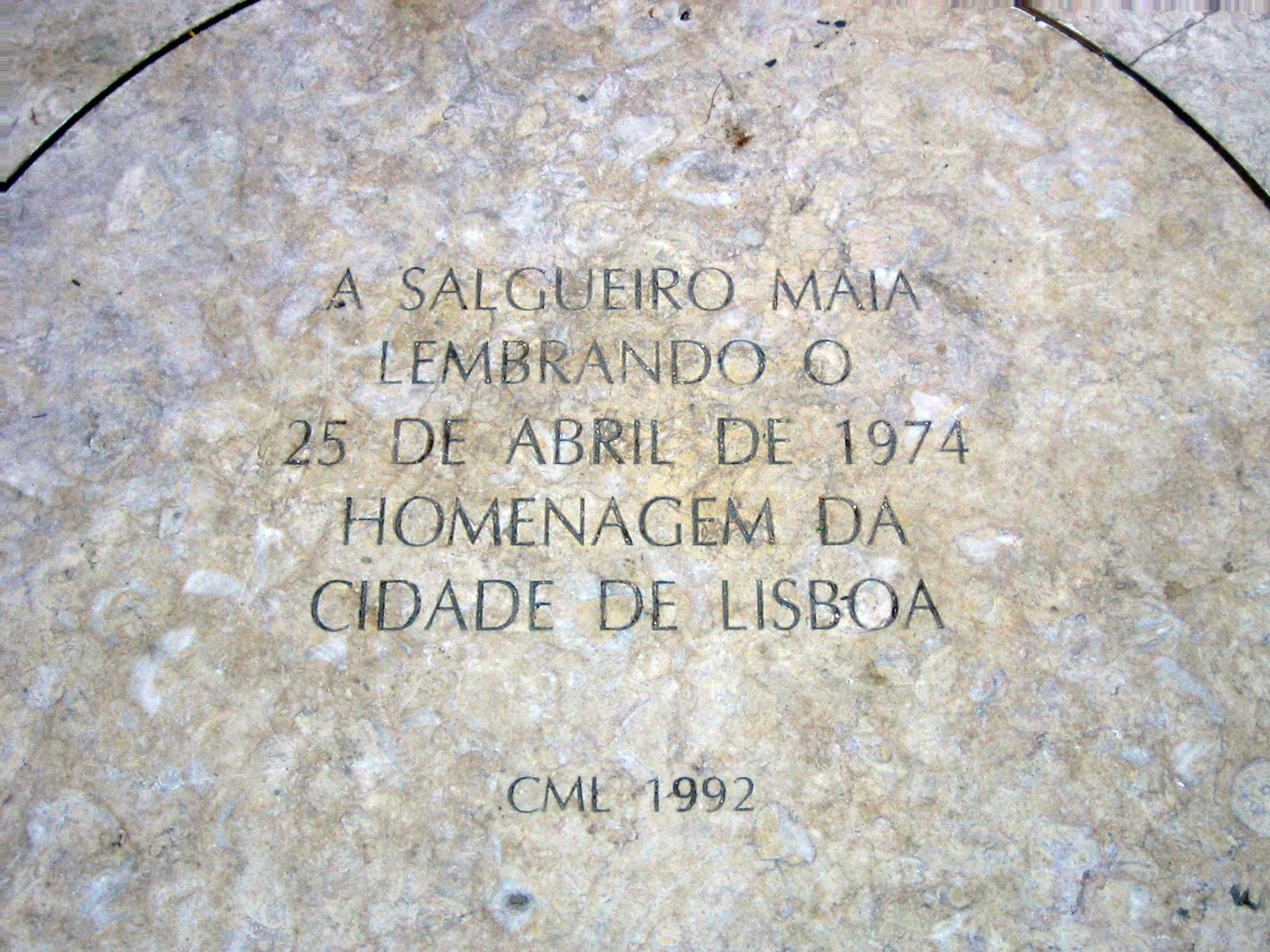
Placa d'homenatge a Salgueiro Maia, en el lloc on es va adreçar als assetjats del Quartel do Carmo - Largo do Carmo, Lisboa

El mes de juliol de 1971 va ésser destinat a Guinea, i va tornar a Portugal el 1973. Aleshores començaven les trobades clandestines del Movimento das Forças Armadas, i Salgueiro Maia, va integrar la Comissió Coordinadora del Moviment. A les 00:20 de la matinada del dia 25 d'abril de 1974, en el programa "Limite" de "Rádio Renascença" va sonar la cançó Grândola, Vila Morena. Era el senyal convingut. Salgueiro Maia, al capdavant de 240 homes, va sortir de l'Escola Prática de Cavalaria cap a Lisboa, donant inici al cop d'Estat que va acabar forçant la rendició de Marcelo Caetano
Salgueiro Maia no va voler mai cap posició de poder després del cop d'estat del 25 d'abril i va seguir la seva carrera militar. El 25 de novembre de 1975 va ésser transferit a les Açores, i el 1979 va tornar a Santarém per comandar el Presidi Militar de Santa Margarida. El 1981 va ascendir a comandant. L'any 1984 va tornar a l'Escola Prática de Cavalaria. El 1989 li varen diagnosticar un càncer, del qual va morir el 4 d'abril de 1992 als 48 anys. Va ser enterrat al cementiri de Castelo do Vide mentre sonaven els acords de Grândola, Vila Morena, en presència dels seus dos fills adoptats i de quatre presidents de la República (Antonio de Spinola, Costa Gomes, Ramalho Eanes i Mario Soares).
La figura de Salgueiro Maia, interpretat per Stefano Accorsi, és glosada a la pel·lícula "Capitães de Abril" (Capitans d'Abril), dirigida per Maria de Medeiros l'any 2000.